# Pygopus
Pygopus är ett släkte av ödlor. Pygopus ingår i familjen fenfotingar.
Arter enligt Catalogue of Life:
- Pygopus lepidopodus
- Pygopus nigriceps
- Pygopus steelescotti

The Reptile Database listar ytterligare två arter:
- Pygopus robertsi
- Pygopus schraderi